# 多賀大社前站
多賀大社前站是位於日本滋賀縣多賀町由私營鐵路運營商近江鐵道運營的旅客火車站，也是多賀線的終點站。該站於1914年3月8日啟用，當時名為多賀駅。1998年4月1日更名为现名。